# Tanytarsus brundini
Tanytarsus brundini är en tvåvingeart som beskrevs av Carl Johan Lindeberg 1963. Tanytarsus brundini ingår i släktet Tanytarsus och familjen fjädermyggor.
Artens utbredningsområde är New York. Arten är reproducerande i Sverige. Inga underarter finns listade i Catalogue of Life.